# Veggjafell
Veggjafell är en kulle i republiken Island. Den ligger i regionen Norðurland eystra, 290 km nordost om huvudstaden Reykjavík. Toppen på Veggjafell är 612 meter över havet, eller 88 meter över den omgivande terrängen. Bredden vid basen är 0,95 km.
Trakten runt Veggjafell är nära nog obefolkad, med mindre än två invånare per kvadratkilometer. Det finns inga samhällen i närheten. Trakten runt Veggjafell är ofruktbar med lite eller ingen växtlighet.